# Сидельников, Николай Николаевич
Никола́й Никола́евич Сиде́льников (5 июня 1930, Тверь — 20 июня 1992, Москва) — советский композитор и педагог. Народный артист РСФСР (1992).

## Биография
Н. Н. Сидельников родился 5 июня 1930 года в Твери. Окончил МГК имени П. И. Чайковского в 1957 году по классу композиции Евгения Иосифовича Месснера, аспирантуру по классу Ю. А. Шапорина; с 1958 года ассистент Шапорина и А. И. Хачатуряна; с 1961 года вёл в Московской консерватории свой класс композиции. Был одним из ведущих профессоров (с 1981 года) Московской консерватории со своей уникальной методикой преподавания теории и практики композиции. Его школа дала более десятка молодых композиторов с прочно установившимся мировым именем: среди них В. П. Артёмов, Э. Н. Артемьев (организатор и зачинатель электронной музыки в СССР), Д. Н. Смирнов, В. Г. Тарнопольский, Комаров В. К., М. А. Минков, В. И. Мартынов, И. Г. Соколов, И. Р. Юсупова, Д. Джазылбекова, Т. В. Комарова, С. В. Павленко, Владимир Биткин, Александр Удальцов, Кирилл Уманский, Антон Ровнер и другие.
Перу Николая Сидельникова принадлежат три оперы, балет «Степан Разин», 6 симфоний, 3 оратории, много хоровой, камерной и инструментальной музыки. Первый международный успех в 1971 году на Трибуне Композиторов ЮНЕСКО в Париже принесли ему его «Русские сказки» — концерт для 12 инструменталистов, попавшие в десятку лучших сочинений Мирового концертного сезона 1970/71 гг. Его произведения с триумфальным успехом исполнялись в Праге и Братиславе, Загребе и Берлине, Милане, Амстердаме, Париже и Пекине.
Из последних премьер хотелось бы особенно отметить исполнения его произведений в Нью-Йорке, это Камерная Симфония для виолончели, контрабаса, 2-х фортепиано и ударных под названием «ДУЭЛИ», написанной по заказу Мстислава Ростроповича, в Концерт Меркин Холл 11 марта 1990 года и Симфонию на стихи М. Ю. Лермонтова «Мятежный мир поэта» для баритона камерного оркестра, которая с большим успехом состоялась 7-го февраля 1991 года также в Концерт Меркин Холл, и премьеру его духовного концерта в Соборе Пресвятой Девы Марии на 46-й стрит г. Нью-Йорка под управлением Эндрю Гудман.
Николай Сидельников поддерживал творческую и педагогическую связь со многими музыкантами и консерваториями стран Европы, Азии и Америки.
Н. Н. Сидельников умер 20 июня 1992 года. Похоронен в Москве на Троекуровском кладбище.
29 сентября 2000 года на радиостанции «Садко» (202 м, 1,484 КГц) состоялась передача-концерт, посвящённый 70-летию со дня рождения Н. Н. Сидельникова.

## Избранные сочинения
- Русские сказки, концерт для 12 исполнителей (1968).
- Дуэли, концертная симфония для виолончели, контрабаса, двух фортепиано и ударных (1973).
- Аленький цветочек, опера по С. Т. Аксакову (1974).
- Сокровенны разговоры, кантата для хора на народные тексты (1975).
- Сычуаньские элегии, для смешанного хора, флейты, арфы и вибрафона (1980).
- Чертогон, оперная дилогия по Н. С. Лескову: Загул, Похмелье (1978—1981).
- Романсеро о любви и смерти (на стихи «Цыганского романсеро» Гарсиа Лорки, 1981), для смешанного хора и инструментов.
- Сычуаньские элегии, или Мысли, обращённые к другу (вторая тетрадь), для смешанного хора, солистов и инструментального ансамбля (1984).
- Бег, опера по М. А. Булгакову (1987).
- Степан Разин, балет.
- 6 симфоний.
- Америка - любовь моя, американские зарисовки в 13-ти этюдах-впечатлениях для фортепиано (1990).
- Лабиринты, роман-симфония для фортепиано соло по мотивам древнегреческих мифов о Тесее в пяти фресках (1992).

## Фильмография[1]

#### Фильмы
- 1959 — «Шинель»
- 1962 — «Половодье»
- 1965 — «Мне двадцать лет»
- 1966 — «Три толстяка»
- 1968 — «Джамиля»
- 1968 — «Как это назвать?»
- 1969 — «Варькина земля»
- 1969 — «Главный свидетель»
- 1970 — «Продкомиссар»
- 1970 — «Кража»
- 1970 — «Секретарь парткома»
- 1970 — «Не было ветру»
- 1972 — «Визит вежливости»
- 1972 — «Всмотритесь в это лицо»
- 1974 — «Ищу мою судьбу»
- 1976 — «Вы мне писали…»
- 1977 — «Нос»
- 1977 — «Схватка в пурге»
- 1979 — «Сцены из семейной жизни»
- 1982 — «Человек, который закрыл город»
- 1983 — «Я, сын трудового народа…»
- 1985 — «Вариант «Зомби»»
- 1985 — «Вишнёвый омут»
- 1986 — «Выкуп»
- 1988 — «Прости нас, сад»
- 1989 — «Поездка в Висбаден»
- 1990 — «Футболист»

#### Мультфильмы
- 1957 — «Исполнение желаний» (совместно с Андреем Волконским)
- 1958 — «Тайна далёкого острова» (совместно с Андреем Волконским)
- 1969 — «Вятская лошадка»
- 1977 — «Жихарка»
- 1977 — «Жила-была курочка»
- 1978 — «Пойга и лиса»

## Список статей о Николае Сидельникове
1. «Нестьев о Сидельникове», «Советская музыка» № 1, 1968 г.
2. .Г. Хаймовский «Впечатлительные образы» (О «Русских сказках»), «Советская музыка», № 6, 1969 г.
3. Э. Артемьев «Поднявший меч», «Советская музыка», № 5, 1968 г.
4. Н. Сидельников о своих симфониях, «Советская музыка» № 3, 1967 г.
5. Речь Н. Сидельникова на 2 съезде композиторов РСФСР, «Советская музыка» № 8, 1968 г.
6. О фильме «Не было ветру» (режиссёр Хедди Арая-супруга композитора, музыка Н.Сидельникова, художник-М.Ромадин), «Советская музыка» № 5, 1971 г.
7. И.Мартынов о симфонии «Гимн природе», «Советская музыка» № 4, 1971 г.
8. Р. Леденёв "Николай Сидельников и его «Русские сказки», «Музыкальная жизнь»№ 1, 1969 г.
9. Р. Леденёв о симфониях «Дуэли»,"Мятежный мир поэта", «Советская музыка» № 10, 1975 г.
10. Г. Григорьева о балете «Степан Разин», «Советская музыка» № 5, 1979 г.
11. Г. Григорьева «Свой путь в искусстве» и «Поднявший меч» (к 50-летнему юбилею), «Советская музыка» № 7, 1980 г.
12. М. Рыцарева о"Романсеро", «Советская музыка» № 5, 1982 г.
13. Нестьев «Сычуаньские элегии», «Московская осень», № 4, 1984 г.
14. Т. Фрумкис «О хоровых сочинениях», «Советская музыка» № 8, 1988 г.
15. Л. Бакши «Музыка, способная обогатить нас», «Советская музыка» № 5, 1988 г.
16. Нестьев «Поэзия горя и гнева» (О «Романсеро»), «Советская музыка» № 7, 1982 г.
17. Н. Сидельников о симфонии «Мятежный мир поэта», «Советская музыка» № 7, 1971 г.
18. Д. Д. Шостакович о Н.Сидельникове, «Юность» № 5, 1968 г.
19. Н. Сидельников о «Не было ветру», «Советское радио и телевидение» № 8, 1970 г.
20. Интервью с Н. Сидельниковым, опера «Чертогон», «Музыка в СССР» Окт-Дек, 1984 г.
21. T. Baranova «Nikolai Sidelnikov», «Music in the USSR» Jul-Sep. 1986
22. «Венок Н. Н. Сидельникову», "Музыкальная академия "№ 1, 2001 г.
23. С. Яковенко «Мятежный мир поэта», «Российская музыкальная газета», № 8, 1992 г.
24. М. Нестьева «Ностальгическая встреча» (о Н. Сидельникове, Г. Хаймовском), «Российские вести», 25 июня 1994 г.
25. «The Jerusalem Post» о премьере 11 марта 1995 в Targ Musik Center фортепианного цикла «America it is my love».

## Награды и премии
- Народный артист РСФСР (4 февраля 1992) — за большие заслуги в области музыкального искусства
- Заслуженный деятель искусств РСФСР (9 июля 1980)
- Государственная премия РСФСР имени М. И. Глинки (1984) — за хоровой цикл «Романсеро о любви и смерти» на стихи Ф. Гарсиа Лорки и концерт для 12 солистов «Русские сказки»